# رينيه بوجول
رينيه بوجول (بالفرنسية: René Pujol)‏ (15 مايو 1878، بوردو في فرنسا - 21 يناير 1942، باريس في فرنسا)؛ كاتِب، سيناريست، مخرج أفلام وروائي فرنسي.

## روابط خارجية
- رينيه بوجول على موقع IMDb (الإنجليزية)
- رينيه بوجول على موقع ألو سيني (الفرنسية)
- رينيه بوجول على موقع ميوزك برينز (الإنجليزية)
- رينيه بوجول على موقع أول موفي (الإنجليزية)
- رينيه بوجول على موقع قاعدة بيانات الأفلام السويدية (السويدية)
- رينيه بوجول على موقع قاعدة بيانات الفيلم (الإنجليزية)
- رينيه بوجول على موقع كينوبويسك (الروسية)